# Кулиакан
Кулиакан (на испански: Culiacán) е столицата и най-големият град на северозападния щат Синалоа в Мексико. Кулиакан е с население от 785 800 жители (2015). Модерният град е основан от испанци през 1531 г. Разположен е на 55 метра надморска височина в централната част на щата.